# Виллер-Бутон
Вилле́р-Буто́н (фр. Villers-Bouton) — коммуна во Франции, находится в регионе Франш-Конте. Департамент — Верхняя Сона. Входит в состав кантона Рьоз. Округ коммуны — Везуль.
Код INSEE коммуны — 70560.

## География
Коммуна расположена приблизительно в 320 км к юго-востоку от Парижа, в 24 км севернее Безансона, в 24 км к юго-западу от Везуля.

## Население
Население коммуны на 2010 год составляло 166 человек.
| 1962 | 1968 | 1975 | 1982 | 1990 | 1999 | 2010 |
| ---- | ---- | ---- | ---- | ---- | ---- | ---- |
| 75   | 83   | 66   | 66   | 83   | 91   | 166  |

## Администрация
| Период | Период | Фамилия   | Партия | Примечания |
| ------ | ------ | --------- | ------ | ---------- |
| 2001   | 2008   | Жан Дюран |        |            |
| 2008   | 2014   | Жан Пери  |        |            |

## Экономика
В 2010 году среди 95 человек трудоспособного возраста (15—64 лет) 72 были экономически активными, 23 — неактивными (показатель активности — 75,8 %, в 1999 году было 64,6 %). Из 72 активных жителей работали 69 человек (35 мужчин и 34 женщины), безработных было 3 (2 мужчины и 1 женщина). Среди 23 неактивных 14 человек были учениками или студентами, 2 — пенсионерами, 7 были неактивными по другим причинам.